# Rafael (Fußballspieler, 1979)
Rafael (* 22. März 1979 in Rio de Janeiro; voller Name Rafael da Silva Santos) ist ein ehemaliger brasilianischer Fußballspieler.

## Karriere
Rafael spielte in der Jugend für America FC, Botafogo Rio de Janeiro und Campo Grande Rio. Sein erster Verein im Seniorenbereich war Ipiranga. 2002 verpflichtete ihn 1860 München, wo er sowohl in der ersten als auch in der zweiten Mannschaft zum Einsatz kam. In der Fußball-Bundesliga debütierte er am 21. September 2002 (6. Spieltag) beim 0:0 im Auswärtsspiel gegen den 1. FC Kaiserslautern. 2003 wechselte er zum 1. FC Nürnberg, wo er ebenfalls nur ein Jahr blieb. Anschließend ging er zurück in seine Heimat Brasilien zu Paulista FC.